# Ёлькыб
 Ёлькыб  — деревня в Удорском районе Республики Коми в составе сельского поселения Кослан.

## География
Расположено на правом берегу реки Мезень на расстоянии примерно в 18 км по прямой на север-северо-запад от районного центра села Кослан.

## История
Упоминается с 1918 года как деревня Ёлькиб с 17 дворами и 97 жителями, в 1926 дворов 18 и жителей 103, в 1970 37 жителей, в 1989 – 4,  в 1995 – 1.

## Население
Постоянное население  составляло 4 человека (коми 100%) в 2002 году, 5 в 2010 .